# Tỉnh Maryland
Tỉnh Maryland là một thuộc địa của Anh tại Bắc Mỹ tồn tại từ năm 1632 đến năm 1776 khi nó gia nhập 12 thuộc địa khác trong Mười ba thuộc địa để thành lập Hoa Kỳ và trở thành tiểu bang Maryland.
Tỉnh này bắt đầu như là một thuộc địa tư hữu của các Nam tước Baltimore của Anh, là người muốn lập một nơi chứa chấp dành cho người công giáo Anh tại Tân Thế giới. Mặc dù Maryland là một nơi đi đầu trước tiên về việc khoan dung tôn giáo trong các thuộc địa của Vương quốc Anh nhưng sự xung đột tôn giáo giữa Anh Giáo, Thanh Giáo, Công giáo, và Đạo Quaker thường xảy ra trong những năm đầu. Có một lúc ngắn ngủi những kẻ nổi loạn theo Thanh Giáo đã giành được quyền kiểm soát tỉnh. Chủ nghĩa Công giáo của các Lord Baltimore đã khiến tỉnh này bị Vua theo Kháng Cách của nước Anh tước lại trong thời Cách mạng Vinh quang (Glorious Revolution) năm 1688. Nó được trao trả lại cho gia đình khi Charles Calvert, Nam tước Baltimore V tuyên bố trước công chúng rằng ông là một người Kháng Cách.
Mặc dù có sự cạnh tranh từ ban đầu với thuộc địa Virginia ở phía nam, Tỉnh Maryland đã phát triển song song và tương tự như Virginia. Các khu định cư đầu và trung tâm dân số có chiều hướng chụm lại quanh các con sông và các thủy lộ khác đổ nước vào Vịnh Chesapeake. Giống như Virginia, kinh tế của Maryland nhanh chóng dựa vào việc trồng thuốc lá để bán tại châu Âu. Nhu cầu dùng nhân công rẻ để giúp cho việc trồng thuốc lá và sau đó cho nền kinh tế nông nghiệp đa dạng mà đã phát triển khi thuốc lá rớt giá đã dẫn đến một tình trạng mở rộng nhanh khế ước lao động và sau đó là cưỡng bách di cư và nô lệ hóa người phi Châu.
Trong thời kỳ thuộc địa sau này, các phần đất phía đông và phía nam của tỉnh tiếp tục nền kinh tế thuốc lá của họ như khi cuộc cách mạng gần kề thì bắc và trung Maryland càng ngày càng trở nên các trung tâm sản xuất lúa mì. Điều này giúp đẩy mạnh sự mở rộng các thị trấn nông nghiệp phía trong nội địa như Frederick và thành phố cảng chính của Maryland là Baltimore. Tỉnh Maryland là một tỉnh năng động trong các sự kiện dẫn đến Cách mạng Mỹ.

## Chuyển nhượng đặc quyền
Charles I của Anh ban đặc quyền Maryland, một thuộc địa tư hữu rộng khoảng 12 triệu mẫu Anh (49.000 km²) cho Cæcilius Calvert, Nam tước Baltimore II ngày 20 tháng 6 năm 1632. Một số sử gia xem việc ban tặng này như là một hình thức bồi thường cho cha của Calvert, người đã bị tước phong hiệu ngay sau khi ông tuyên bố ông là người Công giáo La Mã năm 1625. Đặc quyền này ban đầu được trao cho cha của Calvert, George Calvert, Nam tước Baltimore I nhưng Nam tước Baltimore I qua đời trước khi nó được thi hành, vì vậy nó được ban tặng cho con trai của ông. Thuộc địa mới được đặt tên theo tên của Hoàng hậu Henrietta Maria. Các Lord Baltimore là những người Công giáo duy nhất hoặc thành viên của Thượng viện Ireland trong lịch sử của Đế quốc Anh có hoặc tậu được một thuộc địa tư hữu; tất cả những người giai cấp thượng lưu khác đều là người Kháng Cách và được phong cho một cái tước Anh, Scotland, Vương quốc Anh.
Maryland thời thuộc địa thì lớn hơn tiểu bang Maryland ngày nay. Đất ban tặng ban đầu cho gia đình Calvert là một lãnh thổ xác định mơ hồ ở phía bắc Virginia và phía nam vĩ tuyến 40 bao gồm khoảng 12 triệu mẫu Anh (49.000 km²). Maryland mất một số đất đai gốc về tay Pennsylvania trong thập niên 1760 sau khi Charles II của Anh ban tặng thuộc địa đó lại trùng lên vùng đất của Maryland. Phân tuyến Mason-Dixon được vẽ để giải quyết việc tranh chấp ranh giới giữa hai thuộc địa. Maryland cũng đã nhượng một phần lãnh thổ để lập ra Đặc khu Columbia mới sau Cách mạng Mỹ.
Là người cai trị, Lord Baltimore có chủ quyền trực tiếp đối với tất cả đất đai được ban tặng. Ông có quyền chuyên chính đối với lãnh địa của mình. Những người định cư bị bắt buộc phải tuyên thệ trung thành với ông hơn là với Danh sách quân chủ Anh.

## Định cư ban đầu

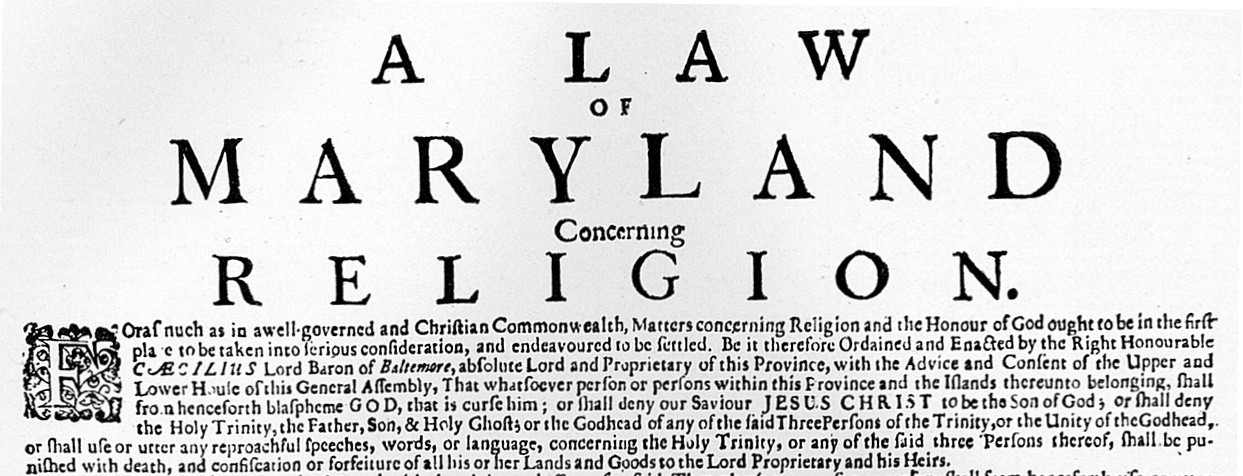
Đạo luật Khoan dung Maryland

Thuộc địa Maryland là một thuộc địa miền nam. Lord Baltimore là một người cải đạo theo Công giáo. Đây là một điều sỉ nhục lớn lao đối với một người thượng lưu của Anh Quốc trong thế kỷ 17 nơi mà Công giáo La Mã được xem là kẻ thù của vương miện Anh, là kẻ phản bội đối với đất nước. Tại Maryland, Baltimore tìm cách thành lập nơi ẩn cư cho những người theo đạo Công giáo của Vương quốc Anh và để chứng minh rằng người Công giáo và người Kháng cách có thể sống hài hòa với nhau. Ông thậm chí đã đưa ra đạo luật nói đến việc khoan dung tôn giáo.
Gia đình Calvert chiêu mộ nhiều người định cư cả Công giáo và Kháng cách đến sống tại Maryland, khuyến dụ họ bằng việc ban đất và ban hành một chính sách khoan dung tôn giáo. Trong số 200 người định cư ban đầu đến Maryland định cư trên các chiếc thuyền Ark và Dove thì người Kháng cách là đa số. Thật vậy, người Kháng cách vẫn là đa số trong suốt lịch sử của Maryland thời thuộc địa.
Thuyền Ark và Dove đổ bộ tại Đảo St. Clement vào ngày 25 tháng 3 năm 1634. Những người định cư mới được em trai của Lord Baltimore là Leonard Calvert hướng dẫn. 150 người di dân đã mua đất của người bản thổ Mỹ Yaocomico và thành lập Thành phố St. Mary.
Năm 1642, Maryland tuyên chiến người Susquehannock. Người Susquehannock với sự giúp đỡ của Tân Thụy Điển đã đánh bại Maryland năm 1644. Người Susquehannock vẫn trong tình trạng sẵn sàng chiến tranh với Maryland cho tới khi một hiệp ước hòa bình được ký kết năm 1652.

## Maryland và Nội chiến Anh
Năm 1654, sau Đệ tam Nội chiến Anh (1649-1651), các lực lượng Đại nghị (Kháng Cách) lấy lại sự kiểm soát Maryland và Thống đốc William Stone đi sống lưu vong tại Thuộc địa Virginia. Stone trở về mùa xuân sau đó với vai trò thủ lĩnh lực lượng Công giáo Cavalier và đưa quân về Annapolis.
Trong trận đánh được biết như là Trận Severn (25 tháng 3 năm 1655), Stone bị đánh bại và bị bắt làm tù binh. Stone được Josias Fendall thay thế trong vai trò thống đốc (khoảng từ 1628-1687).

## Thời kỳ thuộc địa sau này và nền kinh tế đồn điền
Năm 1672, Lord Baltimore tuyên bố Maryland gồm có khu định cư Whorekills trên bờ tây của Vịnh Delaware, một vùng dưới quyền pháp lý của Tỉnh New York. Một lực lượng được đưa đến đây để tấn công và chiếm khu định cư này. New York không thể nhanh tay đánh trả vì New York chẳng bao lâu sau đó cũng bị người Hà Lan tái chiếm. Maryland sợ rằng người Hà Lan sẽ dùng quân đồng minh Iroquois tái chiếm khu định cư. Khu định cư này được trả lại Tỉnh New York khi New York bị quân Hà Lan tái chiếm năm 1674.
Trong thế kỷ 17, đa số người Maryland sống trong những điều kiện khó khăn trong những nông trại nhỏ của gia đình. Trong lúc họ trồng nhiều loại cây ăn trái, rau, ngũ cốc và nuôi gia cầm thì vụ mùa đẻ ra tiền là thuốc lá mà chẳng bao lâu trở nên thống lĩnh nền kinh tế tỉnh. Thuốc lá đôi khi được dùng làm tiền và lập pháp thuộc địa bắt buộc phải thông qua một luật ra lệnh cho người trồng thuốc lá phải trồng một số lượng bắp để bảo đảm rằng những người thực dân sẽ không bị đói.
Giống như tỉnh lớn lân cận là Virginia, Maryland đã phát triển thành một thuộc địa đồn điền vào thế kỷ 18. Vào năm 1755, khoảng 40% dân số Maryland là người da đen. Các nhà trồng trọt Maryland cũng đã sử dụng rộng khắp những người phục dịch theo khế ước và lao động khổ sai. Một hệ thống rộng lớn các con sông để giúp cho việc vận chuyển sản phẩm từ các đồn điền nội địa ra duyên hải Đại Tây Dương để xuất khẩu. Baltimore là cảng quan trọng hạng nhì của miền nam trong thế kỷ 18, chỉ đứng sau Charleston, Nam Carolina.

## Maryland cho đến Cách mạng Mỹ
Thuốc lá là một trong những vụ mùa sinh tiền tại thuộc địa này. Maryland tuyên bố độc lập khỏi Vương quốc Anh năm 1776 với Samuel Chase, William Paca, Thomas Stone, và Charles Carroll của Carrollton ký tên vào bản Tuyên ngôn Độc lập cho thuộc địa này. Năm 1781, Maryland trở thành tiểu bang cuối cùng thông qua Các Điều khoảng Liên bang. Maryland chấp nhận Hiến pháp Hoa Kỳ một cách dễ dàng hơn, thông qua vào ngày 28 tháng 4 năm 1788.